# جو فلين
جو فلين (بالإنجليزية: Joe Flynn)‏ هو لاعب كرة قاعدة أمريكي، ولد في 29 ديسمبر 1861 في بروفيدنس في الولايات المتحدة، وتوفي بنفس المكان في 22 ديسمبر 1933.

## وصلات خارجية
- جو فلين على موقعبيزبول رفرنس.كوم (الدوري الرئيسي) (الإنجليزية)